# Тарбагатай (Тарбагатайський район)
Тарбагатай (рос. Тарбагатай) — село Тарбагатайського району, Бурятії Росії. Входить до складу Сільського поселення Тарбагатайське.
Населення —  4308 осіб (2015 рік). 